# Arhivele Otomane
Arhivele Otomane sunt o colecție de izvoare istorice legate de Imperiul Otoman și un număr de 39 de țări care s-au aflat la un moment dat în componența acestuia, dintre care 19 din Orientul Mijlociu, 11 din Europa, 3 din Caucaz, 2 din Asia Centrală, plus Cipru, Israel și Republica Turcia.
Colecția principală, păstrată în cadrul Bașbakanlık Osmanlı Arșivleri (Arhivele Otomane ale Prim-ministrului) din Istanbul, conține Arhivele Centrale de Stat (Devlet arșivleri).
După mai mult de un secol în centrul orașului, Arhivele Otomane au fost mutate în 2013 în districtul Kağıthane al Istanbulului.

## Istorie

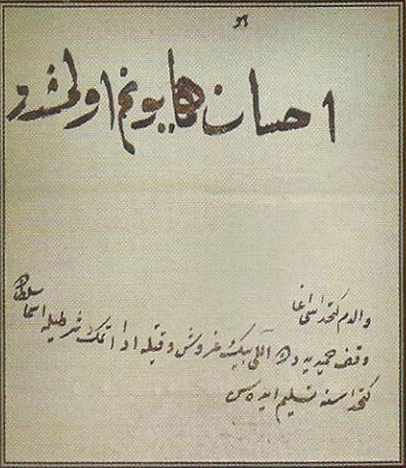
Scrisul sultanilor Mustafa al IV-lea (sus) și Selim al III-lea (jos)

Colecția include în prezent câteva documente din cea mai timpurie perioadă a domniei sultanului Suleiman Magnificul în sec. XVI. Adunarea acestor documente într-o arhivă modernă a început în 1847 odată cu inaugurarea clădirii Hazine-i Evrak. Construcția originală era amplasată în Gülhane, pe teritoriul oficiilor Marelui Vizir și adăpostea mai multe grupuri de documente: arhivele Divanului Imperial (Divan-i Hümayun) și arhivele Marelui Vizir (Bab-i Ali), dar și arhivele departamentelor financiare (Maliye) și a cadastrului (tapu tahrir defteri). Mustafa Reșid Pașa a ordonat construcția unei noi clădiri de arhivă în 1846. Aceasta a fost terminată în 1848 de arhitectul Gaspare T. Fossati. Astfel s-a format oficiul ”Supravegherea Trezoreriei Documentelor” și Muhsin Efendi a fost numit în fruntea acestuia.
După instaurarea Republicii, Hazine-i Evrak s-a transformat în Bașvekalet Arșiv Umum Müdürlüğü (Direcția Generală a Prim-ministrului), iar mai apoi în Bașbakanlık Arșiv Genel Müdürlüğü. În această perioadă la colecție s-au adăugat arhivele diferitor instituții otomane din sec. XIX.
Concomitent cu aceste schimbări și completări, începând din anii 1910, cercetătorii turci au făcut primii pași în vederea catalogării și clasificării diferitelor colecții de documente. Aceste eforturi timpurii au produs o serie de colecții clasificate (tasnif) care sunt în continuare citate după numele cercetătorului care le-a catalogat. Lucrările de catalogare continuă până în prezent.
După mai mult de un secol în centrul orașului, Arhivele Otomane au fost mutate în 2013 în districtul Kağıthane al Istanbulului.

## Arhivele și Genocidul Armean
Pe lângă informații despre statul și dinastia otomană, Arhivele Otomane conțin date despre toate posesiunile acestora. Chiar dacă autoritățile declară că este deschisă pentru toți cercetătorii, unii dintre aceștia s-au plâns că li se interzice accesul la documente în dependență de subiectul cercetării lor. În pofida acestui fapt, mulți istorici care au studiat Genocidul Armean precum istoricul britanic de origine armeană Ara Sarafian, dar și Taner Akcam, au folosit pe larg Arhivele Otomane din Istanbul pentru a sprijini informațiile din cărțile lor. Aceștia au afirmat, însă, că au întâlnit diferite impedimente în timpul accesării arhivelor.
Parlamentul European a subliniat într-o rezoluție votată la 15 aprilie 2015 că Turcia are o oportunitate unică de a recunoaște Genocidul Armean și de a-și deschide arhivele cu prilejul comemorării centenarului genocidului.
Conform unui document dezvăluit de WikiLeaks (04ISTANBUL1074) și semnat de David Arnett de la Consulatul SUA din Istanbul la 4 iulie 2004, Turcia a eliminat din Arhivele Otomane documentele incriminatoare cu privire la Genocidul Armean:
Potrivit profesorului Halil Berktay de la Universitatea Sabancı au existat două încercări serioase de epurare a tuturor documentelor incriminatoare din Arhive cu privire la chestiunea armeană. Prima a avut loc în 1918, probabil înainte ca forțele aliate să ocupe Istanbulul. Berktay și alții indică mărturiile din cadrul Tribunalelor Militare Turcești (1919) drept dovadă că documente importante au fost ”furate” din arhive. Berktay crede că o a doua epurare ar fi fost realizată în legătura cu încercarea lui Ozal de a deschide arhivele de un grup de diplomați și generali retrași sub conducerea fostului ambasador Muharrem Nuri Birgi.